# 롭 워델
롭 워델(영어: Rob Waddell)로 잘 알려진 로버트 노먼 워델(영어: Robert Norman Waddell ONZM, 1975년 1월 7일~)은 뉴질랜드의 전직 조정 선수, 요트 선수이다. 2000년 하계 올림픽 남자 조정 싱글 스컬 종목에서 금메달을 획득했으며 세계 선수권 대회에서 금메달 2개를 획득했다.

## 개인사
아내인 소니아 스콘 또한 뉴질랜드 조정 국가대표 선수로 활동했다.